# 倉野隆太郎
倉野 隆太郎（くらの りゅうたろう、1984年5月24日 - ）は、競輪選手。日本競輪選手会三重支部所属（当初は愛知支部所属）、ホームバンクは松阪競輪場。日本競輪学校（当時。以下、競輪学校）第91期生。

## 来歴
三重県出身。三重県立明野高等学校では野球部に所属。その後、競輪ファンだった父親に勧められて競輪選手になることを決意 し、片岡浩也（競輪学校49期生）に師事して競輪学校に合格したが、同校卒業後、実妹の由紀（104期生）が柔道に取り組むため、豊橋市に所在する桜丘中学校に進学することになったことを契機に、一家揃って豊橋市に移住することになった ため、愛知県に競輪選手登録することになった。なお、のち登録地は出身地である三重県に変更し移籍している。
2006年7月6日、富山競輪場でデビューし、初勝利を挙げた。
2007年の全日本自転車競技選手権大会トラックレース（宮城県自転車競技場）では、個人追抜と団体追抜を制し二冠を達成。その後、北京オリンピックへ向けての強化指定選手となったが、同年11月に開催されたACCトラックアジアカップ・マレーシアラウンドで成績が振るわなかったことから、UCIトラックワールドカップクラシックスへの参加が見送られる こととなり、この時点でオリンピック出場の夢が潰えた。